# Sistema de los tres pilares
El sistema de los tres pilares es el conjunto de medidas en las que se apoya la previsión de vejez, sobrevivientes e invalidez en Suiza.
Définido en la constitución, el sistema se apoya en tres principios:
- 1.er pilar - El seguro de vejez y sobrevivencia (AVS, de sus siglas en francés, assurance-vieillesse et survivants), que permite cubrir las necesidades vitales tras la jubilación, así como el seguro de invalidez.[2]

- 2º pilar - La previsión profesional, que debe permitir a los asegurados mantener su nivel de vida anterior.[3]

- 3.er pilar - La previsión individual, basada en el ahorro individual voluntario, hecho por los asegurados, equivalente a un seguro de vida.